# Android Marshmallow
Android Marshmallow，又名Android 6 是Google繼Android Lollipop之後開發的Android移動作業系統，於2015年10月正式發布。Marshmallow的中文名稱為棉花糖。

## 歷史
第一次的揭露時間是2015年5月28日的Google I/O大會。2015年5月28日，針對Nexus 5，Nexus 6，Nexus 9，和Nexus Player裝置，已有預覽版本。

## 外部鏈接
- Android – Marshmallow（页面存档备份，存于）

| 前任： Android Lollipop | Android Marshmallow 2015 | 繼任： Android Nougat |